# 新明和工業
新明和工業株式會社（英文：ShinMaywa Industries, Ltd.}）是日本一家機械製造公司，總部設於兵庫縣宝塚市。前身是川西財閥旗下的川西航空機，二戰時代曾為日軍製造多款軍用飛行器具。日本戰敗後，轉營民營飛行器具，並開拓工業機械、工程作業車輛、立體停車場設備等業務。

## 公司業務

### 飛行器具
主要產品包括救援用飛行艇和為波音及空中巴士客機開發部件。
- 飛行艇
  - UF-XS飛行艇
  - PS-1飛行艇（英语：Shin Meiwa US-1A）
  - US-1飛行艇
  - US-1A飛行艇
  - US-2飛行艇
- 客機部件
  - 波音777：負責製造機身底部中央的外殼。
  - 空中巴士A330、空中巴士A340：負責製造機身底部中央的外殼。
  - 空中巴士A380：負責製造機身底部中央的外殼及主翼前沿的蓋板。

### 工程作業車輛
2012年（平成24年）4月2日併購東急車輛製造（東急集團旗下）的工程作業車輛業務，成立東邦車輛株式會社以接管業務。正式踏足工程作業車輛市場。

### 工業機械
主要產品為水中用泵、攪拌機、高壓清洗器等。

### 立體停車場設備
2012年（平成24年）4月2日併購東急車輛製造（東急集團旗下）的立體停車場設備業務，成立東京工程系統株式會社以接管業務。

## 年表
- 1920年（大正9年）－川西清兵衛創立川西機械製作所，飛行器具業務是旗下一個部門。
- 1928年（昭和3年）－飛行器具部門自川西機械製作所獨立，成立川西航空機株式會社。（二戰時曾製造二式飛行艇、紫電改戰鬥機等軍用飛行器具）
- 1945年（昭和20年）－日軍戰敗，被駐日盟軍總司令勒令停產。
- 1949年（昭和24年）－川西龍三改組川西航空機，成立新明和興業株式會社。
- 1960年（昭和35年）－易名為新明和工業株式會社。
- 1962年（昭和37年）－於東京證券交易所及大阪證券交易所第二市場上市。
- 1967年（昭和42年）－在東京及大阪證券交易所升格為第一市場交易股份。
- 2008年（平成20年）－被發現製造的制動系統及速度計未經檢查就出售，被國土交通省罰款。
- 2012年（平成24年）4月2日－併購東急車輛製造的工程作業車輛及立體停車場設備業務[1]，成立東邦車輛及東京工程系統接管上述業務[2]。
- 2012年（平成24年）12月28日－併購富士重工業廢物收集車業務（暫定）。

## 外部連結
- 新明和工業 （页面存档备份，存于）（日語）